# Ampithoe dalli
Ampithoe dalli är en kräftdjursart som beskrevs av Robert Alan Shoemaker 1938. Ampithoe dalli ingår i släktet Ampithoe och familjen Ampithoidae. Inga underarter finns listade i Catalogue of Life.